# Micraphorura irinae
Micraphorura irinae is een springstaartensoort uit de familie van de Onychiuridae. De wetenschappelijke naam van de soort is voor het eerst geldig gepubliceerd in 1997 door Thibaud & Taraschuk.